# Vytautas Briedis
Julius Vytautas Briedis (ur. 27 sierpnia 1940 w Nausėdžiai, zm. 22 września 2019 w Wilnie) – litewski wioślarz reprezentujący ZSRR, brązowy medalista olimpijski.

## Kariera
Startował w ósemkach na igrzyskach olimpijskich w Tokio w 1964. Osada ZSRR zajęła w finale piąte (przedostanie) miejsce. Na rozgrywanych cztery lata później igrzyskach olimpijskich w Meksyku reprezentanci ZSRR zajęli trzecie miejsce w tej samej konkurencji. W wyścigu finałowym Zigmas Jukna, Antanas Bagdonavičius, Wołodymyr Sterlik, Juozas Jagelavičius, Aleksandr Martyszkin, Vytautas Briedis, Wałentyn Krawczuk, Wiktor Suslin i Jurij Łoriencson uplasowali się 2,11 sekundy za osadą RFN i 1,13 sekundy za osadą Australii.
W ósemkach zdobył też srebro mistrzostwach świata w Lucernie (1962). 
Ponadto zdobywał srebrne medale w tej konkurencji na mistrzostwach Europy w Kopenhadze (1963) i mistrzostwach Europy w Amsterdamie (1964).
Kształcił się na Uniwersytecie Technicznym w Kownie. Po zakończeniu kariery został trenerem, w latach 1980-1990 był głównym trenerem męskiej reprezentacji Litewskiej SRR. Był między innymi wykładowcą w Wileńskiej Szkole Technicznej Przemysłu Lekkiego w latach 1969–1976, dyrektorem bazy wioślarskiej w klubie Dinamo Wilno w latach 1976–1980, zastępcą dyrektora Litewskiej Federacji Sportowej w latach 1992–1993 oraz sekretarzem generalnym Litewskiej Unii Federacji Sportowych w latach 1993–1997.
Był również jednym z inicjatorów odtworzenia Litewskiego Narodowego Komitetu Olimpijskiego w 1988.